# Колхозно-совхозные театры
Колхозно-совхозные театры – сельские театры в СССР в 30-е годы XX века.

## История

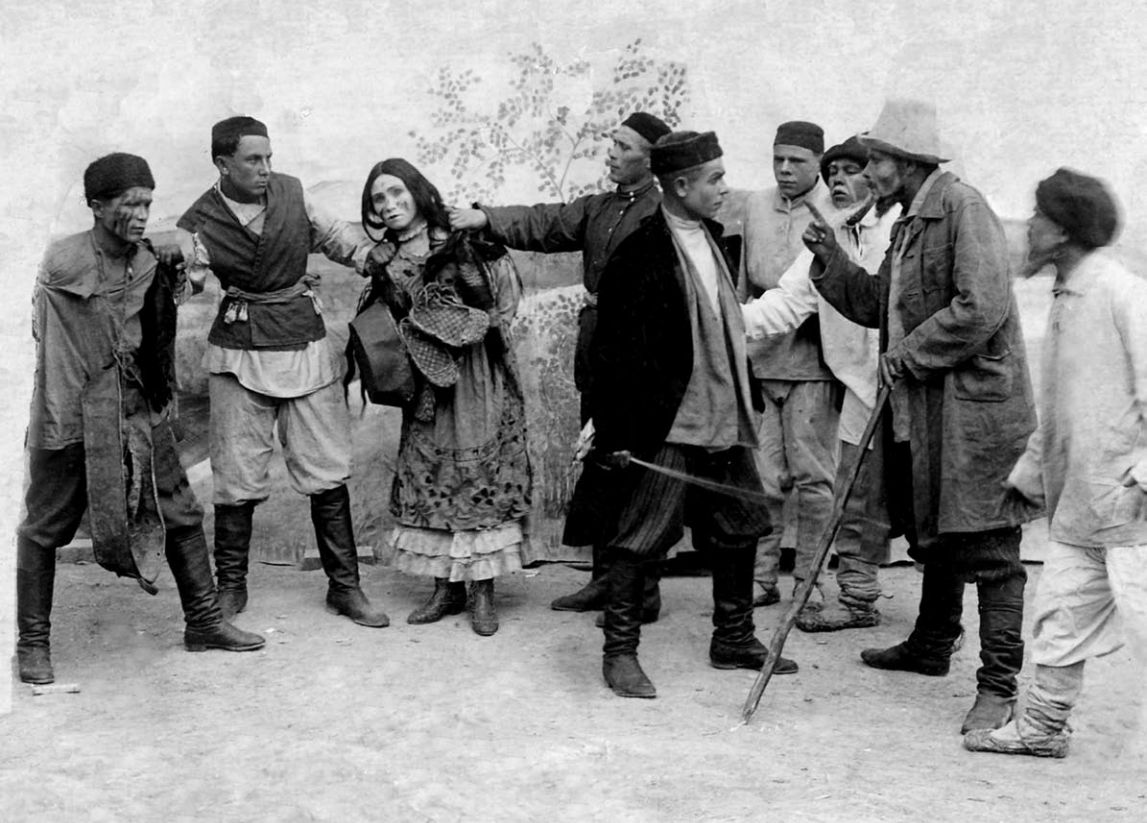
Выступление артистов Аургазинского колхозно-совхозного театра БАССР в 1934 году. Спектакль М. Гафури «Черноликие»

15 марта 1934 года Наркомпрос РСФСР издал постановление «О развитии колхозно-совхозных театров» . За ним последовал приказ Наркома по просвещению А. С. Бубнова «О развертывании сети колхозно-совхозных театров». Следствием этих решений к середине 1930-х годов в СССР было массовое появление в стране «деревенских» театральных трупп, как «законченных театральных предприятий».
Предполагалось, что Колхозно-совхозные театры будут «нового типа театрами, детищами второй пятилетки по художественному обслуживанию социалистического сектора деревни». Наряду с подготовкой и показом спектаклей, включая пьесы классиков: Н. Островского, М. Горького, А. Толстого[какого?], А.Чехова и А. Пушкина, советских и зарубежных драматургов, актёры и режиссёры театров «нового типа» должны были, как и агитбригады, выполнять пропагандистскую и культурно-воспитательную работу в колхозах, совхозах, МТС, посёлках рыбаков и лесорубов, а также выступать в жанре «малых форм» на основе сельского материала.
Ко времени появления постановлений в РСФСР в сезоне 1932—1933 годов уже работало 23 колхозно-совхозных театра. За этим постановлением последовал скачкообразный количественный рост этих театров. К началу 1934 года: 48 — на 1 февраля, 79 — на 1 мая. В начале октябре 1937 года их насчитывалось  — 233, а к концу 1938 года в стране уже было 277 колхозно-совхозных театров. Только в БАССР к 1940 году действовали Аургазинский, Баймакский, Бижбулякский, Давлекановский, Дюртюлинский, Кигинский и Янаульский колхозно-совхозные театры (Первым в республике в 1934 году был создан Кигинский государственный колхозно-совхозный театр).
Их репертуар в основном составляли изменённые или сокращённые варианты постановок профессиональных театров.
Большинство коллективов формировались из актёров профессиональных театров, а также участников художественной самодеятельности. В Московской области были созданы специальные курсы для подготовки режиссеров колхозных театров.
Ведущие московские театральные коллективы оказывали художественную помощь колхозным театрам,  иногда для постановки спектаклей приглашались московские режиссеры, в Камышине был организован колхозный филиал Камерного театра.
Трудности в работе колхозно-совхозных театров проявились быстро, так как, месяцами находясь в командировках и преодолевая десятки и сотни километров между селениями, театры, выполняя свою основную задачу, — приобщения сельского жителя к культуре
вообще и драматическому искусству, давали иногда по два спектакля в день. Так Новосибирский колхозно-совхозный театр в 1936 году дал 363 спектакля. Сельских зрителей привлекала низкая цена билетов — в среднем в 2 раза ниже, чем в городских театрах.
После спектаклей нередко артисты оставались в селе на несколько дней для оказания помощи колхозникам в уборке урожая, ремонте сельскохозяйственной техники. 
Спектакли театров этой группы в своём большинстве испытывали серьёзные проблемы творческого и нравственно-этического характера. Отчего в печати постоянно критиковались за «беспринципность и поверхностный подход к составлению репертуара», за то, что «с профессиональной точки зрения» их коллективы «оставляют желать много лучшего», что их «культурно-политический уровень низок». Отмечались факты пьянства, антиобщественного поведения, низкой трудовой дисциплины актёров и режиссёров.
С 10 по 18 апреля 1935 года в Москве состоялся первый Всероссийский смотр колхозно-совхозных театров. В смотре участвовало 8 лучших театров, выделенных краями и областями. Проводились и областные (краевые) смотры колхозно-совхозных театров.
Театры этого типа были разделены на:
- стоящие уже на достаточно высоком уровне профессионального мастерства;
- имеющие определённые достижения и предпосылки к дальнейшему творческому росту;
- ещё не достигшие уровня профессионального мастерства, но находящиеся на пути творческого роста[4].

Колхозно-совхозные театры постоянно сталкивались с отсутствием постоянных помещений для подготовки и постановки спектаклей, плохими жилищными условиями актёров, финансовыми проблемами.
Согласно приказу Наркома по просвещению А. С. Бубнова «О развертывании сети колхозно-совхозных театров» театры этой группы должны были субсидироваться: за счёт государственных дотаций (в 1934 году общая сумма дотаций по РСФСР колхозным театрам
составила 6 млн рублей); местного бюджета; средств профсоюзов; средств колхозов; других хозяйственных и общественных организаций; наркомата зерновых и животноводческих совхозов; всесоюзного Совета промысловой кооперации.
В 1938 году вышло «Положение о колхозно-совхозных театрах». По нему, все колхозные театры по своему производственному значению делились на 2 группы. К первой группе относились ведущие колхозные театры в республике, крае, области, ко второй — все остальные. Каждая группа делилась на 4 категории — высшая, первая, вторая и третья, внутри каждой категории проходило дополнительное деление ещё на три группы, только для третьей категории было разделение на 2 группы.
Для каждой группы устанавливались твёрдые оклады зарплаты. Зарплата работников колхозно-совхозных театров предусматривала выполнение ими 2-х функций — производственные работы (актёрская деятельность) и массово-общественная и политическая работы. Норма спектаклей — 20, а для пианиста и баяниста — 24. Дополнительная оплата происходила при совмещении должностей, например, если оклад директора был 800 рублей и он совмещал ещё и должность художественного руководителя или актёра, то мог
получать 900—1000 рублей.
В годы Великой Отечественной войны и в 1950-е годы сеть колхозно-совхозных театров значительно сократилась, обслуживание сельского населения стало осуществляться в основном выездными спектаклями городских и районных стационарных театров, позже народными театрами. Часть колхозно-совхозных театров прекратила своё существование, часть перешла в профессиональные труппы городских театров, как Аургазинский колхозно-совхозный театр, ставший Салаватским государственным башкирским драматическим театром, часть театров обрели статус «народных».
История Колхозно-совхозных театров в СССР привлекает внимание театральных историков, поскольку является примером поисков новых путей социокультурного обустройства[прояснить] страны и является последней акцией культурной революции в СССР на её завершающем этапе.